# HD 66141
HD 66141 – gwiazda w gwiazdozbiorze Małego Psa, należąca do typu widmowego K. Znajduje się około 254 lata świetlne od Ziemi. Wokół gwiazdy krąży znana planeta.

## Układ planetarny
Wokół tego pomarańczowego olbrzyma krąży planeta, gazowy olbrzym o masie sześć razy większej niż masa Jowisza, odkryta w 2012 roku.